# 浅利陽介
浅利 陽介（あさり ようすけ、1987年8月14日 - ）は、日本の俳優。東京都出身。ビーコン・ラボエンターテイメント所属。大正大学卒業。

## 来歴
幼い頃から手拍子に合わせて踊ったり、チャップリンの映画を好んで見ていた姿を見た両親が劇団東俳に入団させ、1991年、4歳でCMでデビューし、以降子役として活動する。その後、ビーコン・ラボ エンターテインメントへ移籍。
1999年、連続テレビ小説『あすか』でヒロインの相手（速田俊作=ハカセ）役の少年時代を、2000年には『永遠の仔』ではメインの登場人物であるジラフの少年時代を演じるなど、子供の頃からドラマなどで活躍。
2001年、『キッズ・ウォー3』で不良少年の風間一平役で出演し注目される。その後、2004年の『新選組!』、2008年の『ROOKIES』など、話題作に立て続けに出演。2008年からスタートしたテレビドラマ『コード・ブルー -ドクターヘリ緊急救命-』にメインキャストの1人として出演。シリーズ開始時は大学生で、子役から脱皮して俳優として生きていけるか悩んでいた頃だったが、「『コード・ブルー』と出会っていなければ僕は俳優をやめていました」「役者としても人としても成長できた」転機になった作品であると後に振り返っている。
2010年公開の映画『手のひらの幸せ』で映画初主演、2011年のテレビドラマ『ひとりじゃない』でドラマ初主演を務める。
2015年12月17日、大正大学時代の同級生の一般人女性と結婚したことを報告。2020年8月、第1子女児が誕生。

## 人物
特技は乗馬、野球、スキー、バスケットボール。趣味は映画観賞、カバディ、ベース、スポーツ全般。
2005年にテレビドラマ『タイガー&ドラゴン』に出演したことをきっかけに落語に興味を持ち始め、30歳を前に春風亭正太郎（現：9代目春風亭柳枝）について習うようになる。
『コード・ブルー -ドクターヘリ緊急救命-』シリーズで共演した山下智久、比嘉愛未、戸田恵梨香、新垣結衣（通称「コード・ブルー会」）とは交流を続けており、特に山下とは2人で旅行にも行く仲。撮影開始当初、他の4人に圧倒されて現場から帰りたくてしょうがなかった時に山下が声をかけ、車に乗せてくれたことが突破口のきっかけになったと感謝の意を述べている。
テレビドラマ『オールドルーキー』への出演が縁で、B.LEAGUEの千葉ジェッツふなばしと一日限定（2022年10月16日）でプロ契約を結んだ。

## 出演

### テレビドラマ
- 17才-at seventeen-（1994年4月28日 - 9月1日、フジテレビ - 一話冒頭のディーゼルカーでおもちゃの銃を撃ってた子供
- スーパー戦隊シリーズ（テレビ朝日）
  - 超力戦隊オーレンジャー 第23話（1995年8月4日） - 男の子 役
  - 電磁戦隊メガレンジャー 第1話・第2話・第14話（1997年2月14日・5月18日） - タケシ 役
- 大河ドラマ（NHK）
  - 秀吉 第23回 - 第32回（1996年6月9日 - 8月18日） - 宇喜多秀家（少年期）役[2]
  - 元禄繚乱 第13話・第14話・第17話（1999年4月4日・11日・5月2日） - 柳沢吉里 役[2]
  - 北条時宗 第6回 - 第10回・第21回（2001年2月11日 - 3月11日・5月27日） - 北条時宗（少年期） / 北条高時 役
  - 新選組! 第26話 - 第48話（2004年7月4日 - 12月5日） - 近藤周平 役[16]
  - 功名が辻 第37話 - 第38話（2006年9月17日 - 24日） - 不破万作 役
  - 風林火山 第36話（2007年9月9日） - 小山田弥三郎 役
  - 軍師官兵衛 第44話 - 最終話（2014年11月2日 - 12月21日） - 小早川秀秋 役
  - 真田丸 第25回 - 第37回（2016年6月26日 - 9月18日） - 小早川秀秋 役[16][17]
  - 麒麟がくる 第8回・第9回（2020年3月8日・15日） - 松平広忠 役
- こころ預かります（1996年1月22日、TBS）
- 春さん夢配達人（1996年2月18日、関西テレビ）
- おふくろの挑戦（1996年6月14日、フジテレビ）
- 天晴れ夜十郎（1996年9月13日 - 1997年3月21日、NHK）
- 法医 歯科学の女 屋久島～指宿 バラバラ死体が海を渡る!?（1997年1月25日、テレビ朝日）[18]
- 連続テレビ小説（NHK）
  - 天うらら（1998年4月6日 - 10月3日）
  - あすか（1999年10月4日 – 2000年4月1日） - 速田俊作（少年時代） 役
  - カーネーション 第122話 - 最終話（2012年2月27日 - 3月31日） - ジョニー 役
- HOTEL5（1998年4月9日 - 6月25日、TBS）
- しくじり鏡三郎 第13話（1999年6月25日、NHK）
- 「蒼天の夢」 松陰と晋作・新世紀への挑戦（2000年1月1日、BS-Hi） - 吉田寅次郎 役
- 平成夫婦茶碗〜ドケチの花道〜 第2話（2000年1月19日、日本テレビ） - 堤翔太 役
- 永遠の仔（2000年4月10日 - 6月26日、読売テレビ） - 有沢梁平（ジラフ / 少年期） 役
- 蜜蜂の休暇（2001年6月11日 - 7月9日、NHK） - 鳴海繁人 役
- キッズ・ウォー〜ざけんなよ〜（中部日本放送） - 風間一平 役[19]
  - 3（2001年7月30日 - 9月28日）
  - スペシャル（2002年7月20日）
  - 5（2003年7月28日 - 9月26日）
- 聖徳太子（2001年11月10日、NHK大阪） - 厩戸皇子（少年期） 役
- HR[16]（2002年10月9日 - 2003年3月26日、フジテレビ） - 須磨直列 役
- 精霊流し〜あなたを忘れない〜 第2・3・16話（2002年11月12日・13日・12月5日、NHK） - 大石春人（少年期） 役
- 坊さん弁護士・郷田夢栄1（2003年1月29日、テレビ東京） - 田代稔 役
- 池袋ウエストゲートパーク スープの回（2003年3月28日、TBS）
- 龍神町龍神十三番地（2003年6月26日、TBS） - 花井良行 役
- マンハッタンラブストーリー 最終話（2003年12月18日、TBS）
- こちら本池上署 第3シリーズ 第2話（2004年1月19日、TBS） - 中尾信平 役
- 警視庁鑑識班2004 第2話（2004年1月21日、日本テレビ） - 近藤一輝 役
- 月曜ミステリー劇場 名探偵キャサリン14（2004年8月2日、TBS） - 橘翔太 役
- タイガー&ドラゴン（2005年4月15日 - 6月24日、TBS） - 林屋亭うどん 役[20]
  - スペシャル（2005年1月9日）
- 慶次郎縁側日記 第2シリーズ 第2話（2005年10月14日、NHK） - 直太 役
- きみの知らないところで世界は動く（2005年11月28日、BS-Hi） - ジーコ 役
- 水戸黄門 第35部 第14話（2006年1月23日、TBS） - 橘路之助 役
- きたな（い）ヒーロー[注 2]（2006年3月19日、日本テレビ） - 片田道弘 役
- 少しは、恩返しができたかな（2006年3月22日、TBS） - 宮田透 役
- てるてるあした 第10話 - 最終話（2006年6月16日 - 23日、テレビ朝日） - 鈴木誠一郎 役
- PS羅生門 警視庁東都署 第3話（2006年7月19日、テレビ朝日） - 海老原和也 役
- 僕たちの戦争（2006年9月17日、TBS） - 古屋英二 役
- 僕の歩く道 第9話（2006年12月5日、関西テレビ） - 古賀和彦 役
- 明智光秀〜神に愛されなかった男〜（2007年1月3日、フジテレビ） - 森蘭丸 役
- 新・京都迷宮案内4 第4話（2007年2月1日、テレビ朝日） - 上野俊哉 役
- ハゲタカ 最終話（2007年3月24日、NHK） - 牛島誠二の息子 役
- 月曜ゴールデン 西村京太郎サスペンス 十津川警部シリーズ38（2007年4月2日、TBS） - 佐竹勇夫 役
- サンシャイン デイズ（2007年8月26日 - 12月9日、テレビ神奈川） - 小沢やすし（ジョージ） 役
- 世にも奇妙な物語（フジテレビ）
  - 世にも奇妙な物語 〜2007秋の特別編〜 「カウントダウン」（2007年10月2日） - 森岡 役
  - 世にも奇妙な物語'17秋の特別編「フリースタイル母ちゃん」（2017年10月14日） - 大岩 役
- 相棒シリーズ （テレビ朝日）
  - season6 第10話（2008年1月1日） - 安藤博貴 役
  - season14 第15話（2016年2月10日） - 青木年男 役[21]
  - season15 （2016年10月12日 - 2017年3月22日） - 青木年男 役
  - season16 （2017年10月18日 - 2018年3月14日） - 青木年男 役[22]
  - season17 （2018年10月17日 - 2019年3月20日） - 青木年男 役
  - season18 （2019年10月9日 - 2020年3月18日 ） - 青木年男 役
  - season19 （2020年10月14日 - 2021年3月17日） - 青木年男 役[23]
  - season20 （2021年10月13日 - 2022年3月23日） - 青木年男 役[24]
  - season22 第1話（2023年10月18日） - 青木年男 役[25]
- おふくろ先生のゆうばり診療日記1（2008年2月25日、TBS / MBS） - 山崎高志 役
- トップセールス 第5話（2008年5月10日、NHK） - 横山敦也 役
- ROOKIES 第4話 - 第6話（2008年5月10日 - 6月7日、TBS） - 鹿取 役
  - スペシャル（2008年10月4日）
- コード・ブルー -ドクターヘリ緊急救命-（2008年7月3日 - 9月11日、フジテレビ） - 藤川一男 役
  - スペシャル（2009年1月10日）
  - 2nd season（2010年1月11日 - 3月22日）
  - 3rd season（2017年7月17日 - 9月18日）[26]
- イノセント・ラヴ 第4話 - 第5話（2008年11月10日 - 17日、フジテレビ） - 卓夫 役
- RESCUE〜特別高度救助隊（2009年1月24日 - 3月21日、TBS） - 古賀敏也 役
- RESET 第3話（2009年1月29日、読売テレビ） - 笹本康太 役
- 超人ウタダ 第1話 - 第2話（2009年1月30日 - 2月6日、WOWOW） - 玉井春樹 役
- BOSS 第2話（2009年4月23日、フジテレビ） - 藤原優 役
- 必殺仕事人2009 第13話（2009年4月24日、朝日放送 / テレビ朝日） - 伊助 役
- 妻よ! 松本サリン事件犯人と呼ばれて…家族を守り抜いた15年（2009年6月26日、フジテレビ） - 河野仁志 役
- 風に舞いあがるビニールシート 最終話（2009年7月4日、NHK） - 石多裕一 役
- こちら葛飾区亀有公園前派出所 最終話（2009年9月26日、TBS） - シンジ 役
- 探偵Xからの挑戦状! Season2 「メゾン・カサブランカ」（2009年10月21日 - 28日、NHK） - 磯田忍 役
- 科捜研の女 第10シリーズ 第1話（2010年7月8日、テレビ朝日） - 脇田則人 役
- 土曜ワイド劇場（朝日放送）
  - 遺品の声を聴く男2（2010年9月18日） - 阿久津信也 役
  - 棘の街（2011年6月18日） - 児玉正春 役
- ひとりじゃない（2011年1月8日 - 2月6日、BSフジ） - 主演・桐山祥平 役
- プロポーズ兄弟〜生まれ順別 男が結婚する方法〜 第1夜（2011年2月21日、フジテレビ） - 村上良典 役
- 11文字の殺人（2011年6月10日、フジテレビ） - 坂上豊 役
- 名探偵コナン 工藤新一への挑戦状 第8話（2011年9月30日、読売テレビ） - 山下誠 役
- ボクら星屑のダンス[注 3]（2011年10月6日、テレビ東京） - 山崎義男 役
- 日野原重明 100歳 いのちのメッセージ（2011年10月8日、NHK） - 日野原重明 役
- 謎解きはディナーのあとで 第8話（2011年12月6日、フジテレビ） - 西山珠樹 役
- 水曜ミステリー9 監察医 篠宮葉月 死体は語る（テレビ東京） - 城島一平 役
  - 10（2011年12月7日）
  - 11（2012年5月2日）
  - 12（2012年11月28日）
- ニッポン事件簿〜犯人はなぜ逃げるのか〜（2012年3月18日、テレビ東京） - 市橋達也 役
- ATARU 第3話（2012年4月29日、TBS） - 弓削拓海 役
- 37歳で医者になった僕〜研修医純情物語〜 第6話（2012年5月15日、関西テレビ） - 倉田誠 役
- 永遠の泉（2012年6月16日、NHK） - 倉本洋司（青年期） 役
- サマーレスキュー〜天空の診療所〜 第1・6・8話（2012年7月8日・8月26日・9月9日、TBS） - 瀬尾隆一朗 役
- リッチマン、プアウーマン（2012年7月9日 - 9月17日、フジテレビ） - 安岡倫哉 役
  - リッチマン、プアウーマン in ニューヨーク（2013年4月1日）
- 黒い十人の黒木瞳。 「黒いママ〜結婚〜」（2012年9月9日、NHK BSプレミアム） - 学 役
- 捜査地図の女 第4話（2012年11月15日、テレビ朝日） - 野坂正也 役
- 花のズボラ飯 第5・9・10話（2012年11月20日・12月18日・25日、MBS） - パン屋さん 役
- ミエリーノ柏木 第8話 - 最終話（2013年2月1日 - 3月29日、テレビ東京） - 浅利陽介 役
- リアル脱出ゲームTV Sky High（2013年8月14日、TBS） - 遠藤 役
- いねむり先生（2013年9月15日、テレビ朝日）
- 神様のベレー帽〜手塚治虫のブラック・ジャック創作秘話〜（2013年9月24日、関西テレビ） - 水島裕樹 役
- 怪奇大作戦 ミステリー・ファイル 第1話（2013年10月5日、NHK BSプレミアム） - 葛城健二 役
- おみやさん新春スペシャル（2014年1月3日、テレビ朝日） - 岡田清治 役
- 私の嫌いな探偵 第1話（2014年1月17日、テレビ朝日） - 茂呂耕作 役
- 金田一少年の事件簿N（neo）（2014年7月19日 - 9月20日、日本テレビ） - 真壁誠 役
- 東京スカーレット〜警視庁NS係 第4話（2014年8月5日、TBS） - 今井隆 役
- なぜ少女は記憶を失わなければならなかったのか?〜心の科学者・成海朔の挑戦〜（2014年10月1日、日本テレビ） - 安孫子賢人 役
  - なぜ家族は消されたのか？心を操る恐怖のサイコパス〜成海朔の挑戦II〜（2015年7月1日）
- 東京にオリンピックを呼んだ男（2014年10月11日、フジテレビ） - ジュニア時雄 役
- 素敵な選TAXI 第4・6話（2014年11月4日・18日、関西テレビ） - 不良鑑識官 役
- DOCTORS3 最強の名医（2015年1月8日 - 3月5日、テレビ朝日） - 瀬戸晃 役
  - DOCTORS〜最強の名医〜 新春スペシャル 2018（2018年1月4日）
  - DOCTORS〜最強の名医〜ファイナル（2023年1月3日）[27]
- 太鼓持ちの達人〜正しい××のほめ方〜 第3話（2015年1月26日、テレビ東京） - 国宗大吾 役
- ああ、ラブホテル 最終話（2015年3月22日、WOWOW） - しゅうちゃん 役[11]
- テレビ東京開局50周年特別企画 松本清張 黒い画集-草-（2015年3月25日、テレビ東京） - 田原芳樹 役
- 戦う！書店ガール（2015年4月14日  - 6月9日、関西テレビ） - あがちなお 役
- 天使と悪魔-未解決事件匿名交渉課- 第2話（2015年4月17日、テレビ朝日） - 大葉貴也 役
- 妄想彼女（2015年5月23日 - 6月20日、フジテレビ） - 高島圭祐 役[28]
- ホテルコンシェルジュ（2015年7月7日 - 9月22日、TBS） - 西崎隼人 役
- 洞窟おじさん（2015年7月20日、NHK BSプレミアム） - 宅間剛 役
- スペシャルドラマ 百年の計、我にあり〜知られざる明治産業維新リーダー伝〜（2016年1月、TBS） - 塩野門之助 役[29]
- 怪盗 山猫 第3話（2016年1月30日、日本テレビ） - 滝川学 役
- 金曜ロードSHOW! 天才バカボン〜家族の絆（2016年3月11日、日本テレビ） - 大竹マネージャー 役
- 金曜プレミアム 赤い霊柩車シリーズ 第36作「惻隠の誤算」（2016年3月25日、フジテレビ） - 寺石明生 役
- BARレモンハート SEASON2 第3話「サケ・ア・ラ・カルト〜バレリーナの憂鬱〜」（2016年4月18日、BSフジ） - 正彦 役
- ナイトヒーロー NAOTO 第4話（2016年5月7日、テレビ東京） - 木下大介 役
- 月曜名作劇場 温泉殺人事件シリーズ（TBS） - 和久井一郎 役[30]
  - 「有馬温泉殺人事件」（2016年5月30日）
  - 「伊豆天城温泉殺人事件」（2016年10月24日）
  - 「修善寺温泉殺人事件」（2017年6月12日）
- 男と女のミステリー時代劇 第5話「後生安楽」（2016年6月7日、BSジャパン） - 飯塚正弥 役
- 賢者の愛（2016年8月20日 - 9月10日、WOWOW） - 石田 役
- 正月時代劇（NHK総合・NHK BS4K)
  - 風雲児たち〜蘭学革命（れぼりゅうし）篇〜（2018年1月1日、NHK） - 安岡玄真 役[31]
  - 幕末相棒伝（2022年1月3日） - 陸奥陽之助 役[32]
- 正義のセ 第1話（2018年4月11日、日本テレビ） ‐ 向井俊哉 役[33]
- 執事 西園寺の名推理シリーズ（テレビ東京） - 澤田慎次 役[34]
  - 執事 西園寺の名推理（2018年4月13日 - 6月8日）
  - 執事 西園寺の名推理2 第1話・第6話 - 最終話（2019年4月19日・5月31日 - 6月14日）
- 義母と娘のブルース（2018年7月10日 - 9月18日、TBS） - 田口朝正 役[35]
  - 義母と娘のブルース 2020年謹賀新年スペシャル（2020年1月2日）
  - 義母と娘のブルースFINAL 2024年謹賀新年スペシャル（2024年1月2日）[36]
- 夕凪の街 桜の国（2018年8月6日、NHK総合） - 石川旭 役[37]
- 孤独のグルメ Season8 最12話（2019年12月21日、テレビ東京） - 広瀬省吾 役
- 行列の女神〜らーめん才遊記〜 第2話（2020年4月27日、テレビ東京） - 「noodle Cafe TMY」店主・坂口琢磨 役[38]
- 探偵・由利麟太郎 第3話（2020年6月30日、関西テレビ・フジテレビ系） - 名越恭介 役[39]
- アンサング・シンデレラ 病院薬剤師の処方箋 第3話（2020年7月30日、フジテレビ） - 新田奏佑 役[40]
- オクトー 〜感情捜査官 心野朱梨〜 第5話（2022年8月4日、読売テレビ・日本テレビ） - 潮田昴 役[41]
- オールドルーキー 第6話（2022年8月7日、TBS） - 新垣和人 役[42]
- ZIP! 朝ドラマ「パパとなっちゃんのお弁当」（2023年1月18日 - 3月17日、日本テレビ） - 裏田成巳 役
- 何かおかしい 2（2023年4月5日 -  6月21日[注 4]、テレビ東京）- 主演・上村駿作 役[43]
- 激突!合戦将棋「賤ヶ岳の戦い」（2023年4月20日、NHK大津 / 6月15日、NHK総合（関西地区） / 8月3日、NHK総合（全国）） - 徳川家康 役
- 風間公親-教場0- 第3話（2023年4月24日、フジテレビ） - 宇部祥宏 役[44]
- 帰ってきたぞよ!コタローは1人暮らし 第5話（2023年5月13日、テレビ朝日） - 浅川秀吾 役[45]
- 藤子・F・不二雄 SF短編ドラマ『イヤなイヤなイヤな奴』（2023年6月11日、NHK BSプレミアム・NHK BS4K） - ドイ 役[46]
- トクメイ!警視庁特別会計係 第5話（2023年11月13日、関西テレビ・フジテレビ） - 日下部一馬 役[47]
- 正直不動産2 第3話（2024年1月23日、NHK総合） - 岡田拓夢 役
- 鬼平犯科帳（時代劇専門チャンネル） - 木村忠吾 役 
  - 鬼平犯科帳 本所・桜屋敷（2024年1月8日） [48]
  - 鬼平犯科帳 でくの十蔵（2024年6月8日）[48][49]
  - 鬼平犯科帳 血頭の丹兵衛（2024年7月6日）[48][49]
  - 鬼平犯科帳 老盗の夢（2025年2月8日）[50]
- 生ドラ!東京は24時 -Starting Over-（2024年3月28日、フジテレビ） - 鎌田駿 役[51]
- ミス・ターゲット 第3話（2024年5月5日、朝日放送テレビ・テレビ朝日） - 脇坂昇平 役[52]
- GO HOME〜警視庁身元不明人相談室〜 第1話（2024年7月13日、日本テレビ） - 富田純也 役[53]
- しょせん他人事ですから 〜とある弁護士の本音の仕事 第5話（2024年8月23日、テレビ東京） - 黒川大樹 役[54]
- ハッピー・オブ・ジ・エンド（2024年9月3日 - 24日、フジテレビ） - マヤ 役[55]
- あきない世傳 金と銀（NHK BS・NHK BSプレミアム4K） - 和三郎 役
  - あきない世傳 金と銀2（2025年4月6日 - 5月25日）[56]
  - あきない世傳 金と銀3（2026年春〈予定〉 - ）[57]
- 晩酌の流儀4 〜夏編〜 第8話（2025年8月16日、テレビ東京） - 中島豪太 役[58]

### 映画
- 今昔伝奇 剣地獄（2002年7月27日、グルーヴコーポレーション）
- ホーム・スイートホーム2 日傘の来た道（2003年11月18日、シネマエンジェル） - 正岡秀一 役
- スペースポリス（2004年10月16日、日本出版販売） - パンクキッズ 役
- いま、会いにゆきます（2004年10月30日、東宝） - 秋穂巧（高校時代） 役
- ALWAYS 続・三丁目の夕日（2007年11月3日、東宝） - 中山武雄 役
- 恋空（2007年11月3日、東宝） - ケン 役
- ネガティブハッピー・チェーンソーエッヂ（2008年1月19日、日活） - 渡辺 役
- サンシャインデイズ（2008年5月31日、ゼアリズエンタープライズ） - 小沢やすし（ジョージ） 役
- イキガミ（2008年9月27日、東宝） - 鴨井洋介 役
- GSワンダーランド（2008年11月15日、デスペラード / 日活） - 柏崎ケンタ 役
- ランディーズ（2009年11月14日、ユナイテッドエンタテインメント） - 須藤ケンジ 役[59]
- 手のひらの幸せ（2010年1月23日、ゴー・シネマ） - 主演・竹林龍二 役
- パートナーズ（2010年11月6日、東京テアトル） - 主演・小山内剛 役
- SPACE BATTLESHIP ヤマト（2010年12月1日、東宝） - 安藤 役
- ALWAYS 三丁目の夕日'64（2012年1月21日、東宝） - 中山武雄 役
- リアル鬼ごっこ5（2012年5月26日、Thanks Lab.） - 千石浩太 役
- バイロケーション（KADOKAWA） - 高村勝 役
  - 表（2014年1月18日）
  - 裏（2014年2月1日）
- 猫侍（2014年3月1日、AMGエンタテインメント） - 前場新助 役
- 幸福のアリバイ〜Picture〜（2016年11月18日、東映）[60]
- 空飛ぶタイヤ（2018年6月15日公開、松竹） - 柚木雅史 役
- 劇場版コード・ブルー -ドクターヘリ緊急救命-（2018年7月27日、東宝） - 藤川一男 役[7]
- ひとよ（2019年11月8日公開、日活） - 歌川要一 役
- 劇場版 奥様は、取り扱い注意　（2021年3月17日公開、東宝） - 小林大吾 役[61]
- ウェディング・ハイ（2022年3月12日公開、松竹） - 真壁宗介 役[62]
- キングダム 運命の炎（2023年7月28日公開、東宝 / ソニー・ピクチャーズ エンタテインメント） - 亜門 役[63]
- 親のお金は誰のもの 法定相続人（2023年10月6日公開、イオンエンターテイメント / ギグリーボックス） - 浜口雄太 役[64][65]
- おまえの罪を自白しろ（2023年10月20日公開、松竹） - 緒形恒之 役[66][67]
- 鬼平犯科帳 血闘（2024年5月10日公開、松竹） - 木村忠吾 役[48][68]

### 舞台
- JIRO-CHO（2003年10月29日 - 11月6日、博品館劇場） - 瓦版屋福助 役
- 空間ゼリーの夏の夜の夢（2008年12月13日 - 21日、東京芸術劇場） - 白 役
- キサラギ（2010年9月24日 - 10月15日、東京 / 地方） - スネーク 役
- おどくみ（2011年6月27日 - 7月18日、新国立劇場） - 剛 役
- 往転（2011年11月6日 - 20日、シアタートラム） - 庵野一郎 役
- ベロニカは死ぬことにした（2012年1月31日 - 2月5日、俳優座劇場） - ビクトル 役
- 五線紙の上のジェーン（2012年6月3日 - 10日、あうるすぽっと） - ハマチ 役
- 地球の王様（2012年10月26日 - 12月24日、東京 / 地方） - 簑島 役
- おのれナポレオン（2013年4月9日 - 5月12日、東京芸術劇場） - マルシャン 役
- ロスト・イン・ヨンカーズ（2013年10月5日 - 12月8日、東京 / 地方） - ジェイ 役
- 9days Queen〜九日間の女王〜（2014年2月26日 - 3月16日、赤坂ACTシアター） - エドワード6世 役
- W・シェイクスピア HUMAN（2014年10月22日 - 26日、本多劇場） - ハムレット役
- 黒いハンカチーフ（2015年10月1日 - 4日、新国立劇場中劇場） - 宮下 役[69]
- クレシダ（2016年9月 - 10月、シアタートラム、水戸芸術館 ACM劇場、サンケイホールブリーゼ） - スティーヴン 役 [70]
- COASTER2017（2017年2月 - 4月、水戸芸術館ACM劇場・紀伊國屋サザンシアター 他）[71]
- ONWARD presents 新感線☆RS『メタルマクベス』disc2（2018年9月15日 - 10月25日、IHIステージアラウンド東京） - グレコ / マクダフ浅利 役[72]
- プラトーノフ（2019年2月1日 - 3月24日、東京 / 地方） - ニコライ 役[73]
- ボーイズ・イン・ザ・バンド 〜真夜中のパーティー〜（2020年7月 - 8月、Bunkamuraシアターコクーン/なかのZERO 大ホール/東京エレクトロンホール宮城/カナモトホール/梅田芸術劇場シアター・ドラマシティ） - エモリー 役[74]
- 『迷子の時間』-「語る室」2020-（2020年11月7日 - 29日、PARCO劇場 / 12月8日 - 13日、サンケイホールブリーゼ） - ヒッチハイカー 役[75]
- 2021年劇団☆新感線 41周年興行 秋公演 いのうえ歌舞伎「狐晴明九尾狩」（2021年9月、TBS赤坂ACTシアター / 10月、オリックス劇場）[76]
- 冬のライオン（2022年2月26日 - 3月15日、東京芸術劇場 プレイハウス）- ジョン 役[77]
- 歌妖曲〜中川大志之丞変化〜（2022年11月6日 - 30日、明治座 / 12月8日 - 12日、キャナルシティ劇場 / 12月17日 - 25日〈予定〉、新歌舞伎座） - 徳田誠二 役[78][79]
- こまつ座　第147回公演 闇に咲く花（2023年8月4日 - 30日、紀伊國屋サザンシアター TAKASHIMAYA / 9月2日 - 3日、東海市芸術劇場大ホール / 9月6日 - 10日、新歌舞伎座 / 9月12日 - 13日、キャナルシティ劇場）
- Touching the Void タッチング・ザ・ヴォイド〜虚空に触れて〜（2024年10月8日 - 11月4日、PARCO劇場 / 11月10日 - 17日、京都劇場） - リチャード 役[80]

### 人形劇
- シャーロック ホームズ[16] 第6・13話（2014年11月16日、NHK Eテレ） - ベインズ（声） 役

### 配信ドラマ
- 探偵事務所5 第24話（2005年）
- 恋愛メビウス EPISODE3（2006年3月3日 - 全3話、Pod TV） - 中村正大 役
- 係長 青島俊作 THE MOBILE 事件は取調室で起きている!（2010年6月1日 - 全12話、ドコモ動画） - 佐山 役
- 学校の怪談 第9話（2012年、BeeTV）
- ハング（2014年9月20日 - 全4話、BeeTV） - 大河内守 役
- 臨床犯罪学者 火村英生の推理 Another Story2・3（2016年3月27日よりHulu限定配信、日本テレビ） - 谷邑 役
- Paraviオリジナルストーリー 義母と娘の間のフェルマータ 竹野内豊編（2020年1月3日配信開始、Paravi）
- リーディングドラマ「シスター」 第1回（2020年6月25日配信、PIA LIVE STREAM）[81]

### バラエティ
- Shibuya Deep A（2008年10月17日、NHK-BS2）
- 青春集合!アラハタのすべて（2009年1月8日、NHK教育テレビ）
- 快傑えみちゃんねる（2008年12月1日ほか、関西テレビ）
- 地球感動配達人 走れ!ポストマン〜スペイン篇〜（2009年5月31日、MBS）
- 鶴瓶のスジナシ!（2013年3月27日、CBCテレビ）
- 歴史秘話ヒストリア「日本でいちばん怖いパパ 信長」（2016年4月22日、NHK総合） - 織田信忠 役[82]

ほか多数

### ドキュメンタリー
- 闘うナースSP "コード・ブルー"が見た奇跡の物語（2010年3月21日、フジテレビ）
- アジアンスマイル（2010年8月、NHK） - 語り

### PV
- FUNKY MONKEY BABYS「ふるさと」（2009年）
- 松下優也「キミへのラブソング〜10年先も〜」（2012年）
- 空想委員会「僕が雪を嫌うわけ/私が雪を待つ理由」（2015年）
- HIROBA「ふたたび(with 大塚愛)」（2023年）[83]

### CM
- ジャパンゲートウェイ「Mellsavon（メルサボン）」（2012年9月 - ）[84]
- 日本コカ・コーラ「からだすこやか茶W」（2016年2月 - ）[16][85]
- DeNA「逆転オセロニア」（2016年12月 - ）
- パナソニック「レッツノート」（2018年6月 - ） - 『劇場版 コード・ブルー‐ドクターヘリ緊急救命‐』とのタイアップ[86]
- ミツカン「リンゴ黒酢」「ヨーグルト黒酢」「ブルーベリー黒酢」（2019年4月 - ）[87]
- フロンティア「Ready Crew（レディくる）」（2022年8月 - ）[88]
- アートネイチャー「Clear MRP」（2025年3月 - ）[89]

### ラジオ
- 青春アドベンチャー「ザ・ワンダーボーイ」（2002年5月13日 - 31日、NHK-FM） - ウォルト 役[90]
- FMシアター（NHK-FM）　　	　
  - 「春の旅人」（2006年4月22日） - アキラ 役[91]
  - 「青春快進撃号」（2008年2月23日） - 耕介 役[92]
  - 「命の洗濯」（2010年12月11日） - 竹本卓志 役[93]
  - 「ヘルプマン - 俺たちの介護物語 -」（2022年9月3日 - 10月8日、全5回） - 恩田百太郎 役[94]
- きらり10代！ スペシャルドラマ「クロッカスを君に」（2007年12月23日、NHKラジオ第1） - 永井ユウタ 役[95]
- SOUNDS OF STORY〜ASADA JIRO LIBRARY〜「銀色の雨」（2014年7月12日、J-WAVE）[96]
- ビーコン・ラボな仲間たちで〇〇なラジオ 「浅利陽介のダベアサ」（2020年11月15日 - 、Radiotalk） - 日曜日パーソナリティ（不定期）[97]